# Keen Johnson
Keen Johnson (12 tháng 1 năm 1896 - 07 tháng 2 năm 1970) là Thống đốc thứ 45 của bang Kentucky giai đoạn 1939-1943; ông là nhà báo duy nhất đã nắm giữ chức vụ đó. Sau khi phục vụ trong thế chiến II, Johnson đã mua và biên tập tờ báo Elizabethtown Mirror. Ông đã phục hồi lại tờ báo đang gặp khó khăn, đã bán nó cho một đối thủ cạnh tranh và sử dụng lợi nhuận để có học và tốt nghiệp với bằng báo chí từ Đại học Kentucky vào năm 1922. Sau khi tốt nghiệp, ông trở thành biên tập của The Anderson News, và năm 1925, ông chấp nhận một đề nghị làm nhà đồng xuất bản và biên tập cho tờ Richmond Daily Register.
Trong năm 1935, Johnson đã được lựa chọn là ứng viên của đảng Dân chủ cho chức Phó thống đốc. Ông được bầu và phục vụ dưới quyền Thống đốc AB "Happy" Chandler từ năm 1935 đến năm 1939. Ông đã nhận được đề cử ứng cử viên Thống đốc đại diện cho Đảng Dân chủ vào năm 1939 khi Chandler đã từ chức vàJohnson thăng chức Thống đốc để Johnson có thể chỉ định Chandler vào ghế Thượng viện Hoa Kỳ còn trống của cái chết của MM Logan. Ông tiếp tục giành chiến thắng một nhiệm kỳ Thống đốc bang đầy đủ trong cuộc tổng tuyển cử, đánh bại ứng cử viên Đảng Cộng hòa King Swope. Mong muốn của Johnson trong việc mở rộng các dịch vụ xã hội của bang này bị cản trở bởi sự căng thẳng tài chính đối với bang khi thế chiến II bùng nổ. Tuy nhiên, ông đã quản lý một chính quyền bảo thủ về tài chính và giúp bang này chuyển từ tình trạng nợ 7 triệu đô la Mỹ sang thặng dư 10 triệu đô la Mỹ cuối nhiệm kỳ của mình
Sau nhiệm kỳ Thống đốc, Johnson gia nhập Reynolds Metals làm trợ lý đặc biệt của Chủ tịch. Ông tiếp tục làm việc với Reynolds cho đến năm 1961. Ông đã xin nghỉ vắng mặt một năm vào năm 1946 để chấp nhận bổ nhiệm hẹn Tổng thống Harry S. Truman giữ chức Thứ trưởng Lao động đầu tiên của Hoa Kỳ, phục vụ dưới thời Lewis B. Schwellenbach. Ông đã chạy đua không thành công vào Thượng viện Hoa Kỳ vào năm 1960, thua trước Thượng nghị sĩ đương nhiệm của đảng Cộng hòa John Sherman Cooper. Ông qua đời ngày 07 tháng 2 năm 1970, và được chôn cất tại nghĩa trang ở Richmond Richmond, Kentucky.